# Ambleville (Charente)
Ambleville è un comune delegato di Lignières-Ambleville nel dipartimento della Charente, nella regione della Nuova Aquitania. In precedenza comune autonomo, il 1º gennaio 2022 è confluito insieme all'ex comune di Lignières-Sonneville nel nuovo comune di Lignières-Ambleville.

## Storia

### Simboli
Il comune ha ripreso il blasone della famiglia de La Tour du Pin, che furono gli ultimi signori del luogo.

## Società

### Evoluzione demografica
Abitanti censiti